# 클로즈업

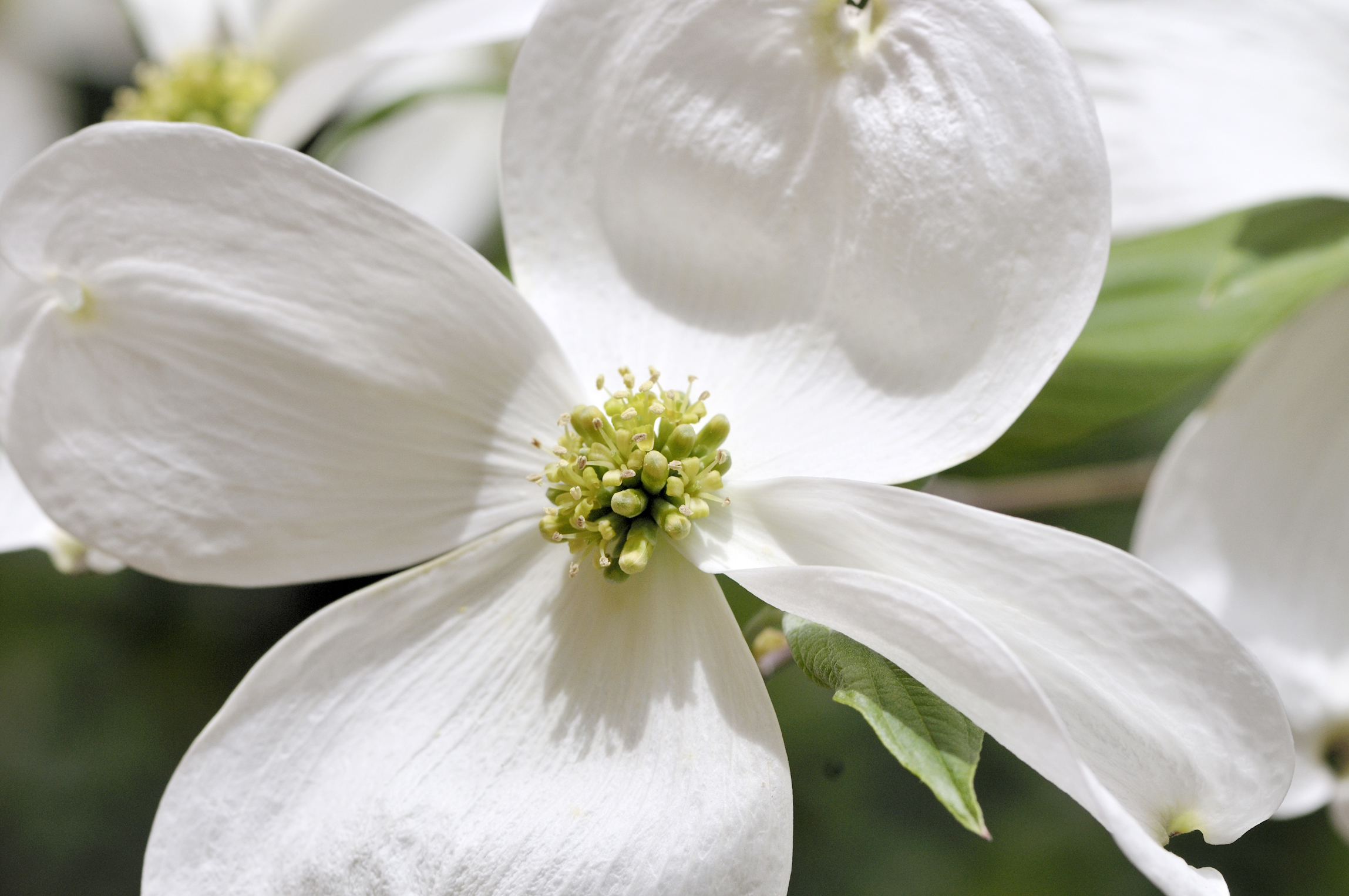
꽃산딸나무(Cornus florida)의 클로즈업.

클로즈업(close-up, [klóusʌ̀p], /ˈkləʊsʌp/, 클로섭)은 대상물을 화면 가득 촬영하는 것이다. 영화에서는 D. W. 그리피스가 이 기법을 발명했다고 되어있다.

## 같이 보기
- 근접촬영